# مسلم بن كيسان
مسلم بن كيسان الملائي الأعور
هو مسلم بن كيسان الملائي البراد أبو عبد الله الضبي الكوفي الأعور.
روى عن: أنس بن مالك، أبيه كيسان، مجاهد، سعيد بن جبير، عبد الرحمن بن أبي ليلى، عون بن عبد الله بن عتبة، إبراهيم النخعي، حبة العرني وغيرهم.
روى عنه: ابنه عبد الله، الأعمش، محمد بن جحادة، إسرائيل، الثوري، شعبة، شريك، ورقاء، زياد، الحسن بن صالح بن حي، علي بن مسهر، علي بن عابس، سفيان بن عيينة، ابن فضيل وغيرهم.
قالوا عنه:
قال عمرو بن علي: كان يحيى بن سعيد وابن مهدي لا يحدثان عن مسلم الأعور وكان شعبة وسفيان يحدثان عنه، وهو منكر الحديث جداً، وقال أيضا: متروك.
قال يحيى: ليس بثقة، وقال أيضاً: زعموا أنه اختلط، وهو ما أورده صاحب الاغتباط نقلاً عن الميزان.
قال إسحاق بن منصور عن ابن معين: لا شئ.
قال عبد الله بن أحمد عن أبيه: كان وكيع لا يسميه، قلت: لم؟ قال: لضعفه.
قال الساجي: منكر الحديث.
المصدر: نهاية الاغتباط بمن رمي من الرواة بالاختلاط